# Jäkälä-Kapperijärvi
Jäkälä-Kapperijärvi är en sjö i kommunen Enare i landskapet Lappland i Finland. Sjön ligger 195 meter över havet. Arean är 56 hektar och strandlinjen är 4,77 kilometer lång. Sjön  ingår i Pasvik älvs huvudavrinningsområde.   Den ligger omkring 320 kilometer norr om Rovaniemi och omkring 1000 kilometer norr om Helsingfors. 